# Natalie Griffin de Blois

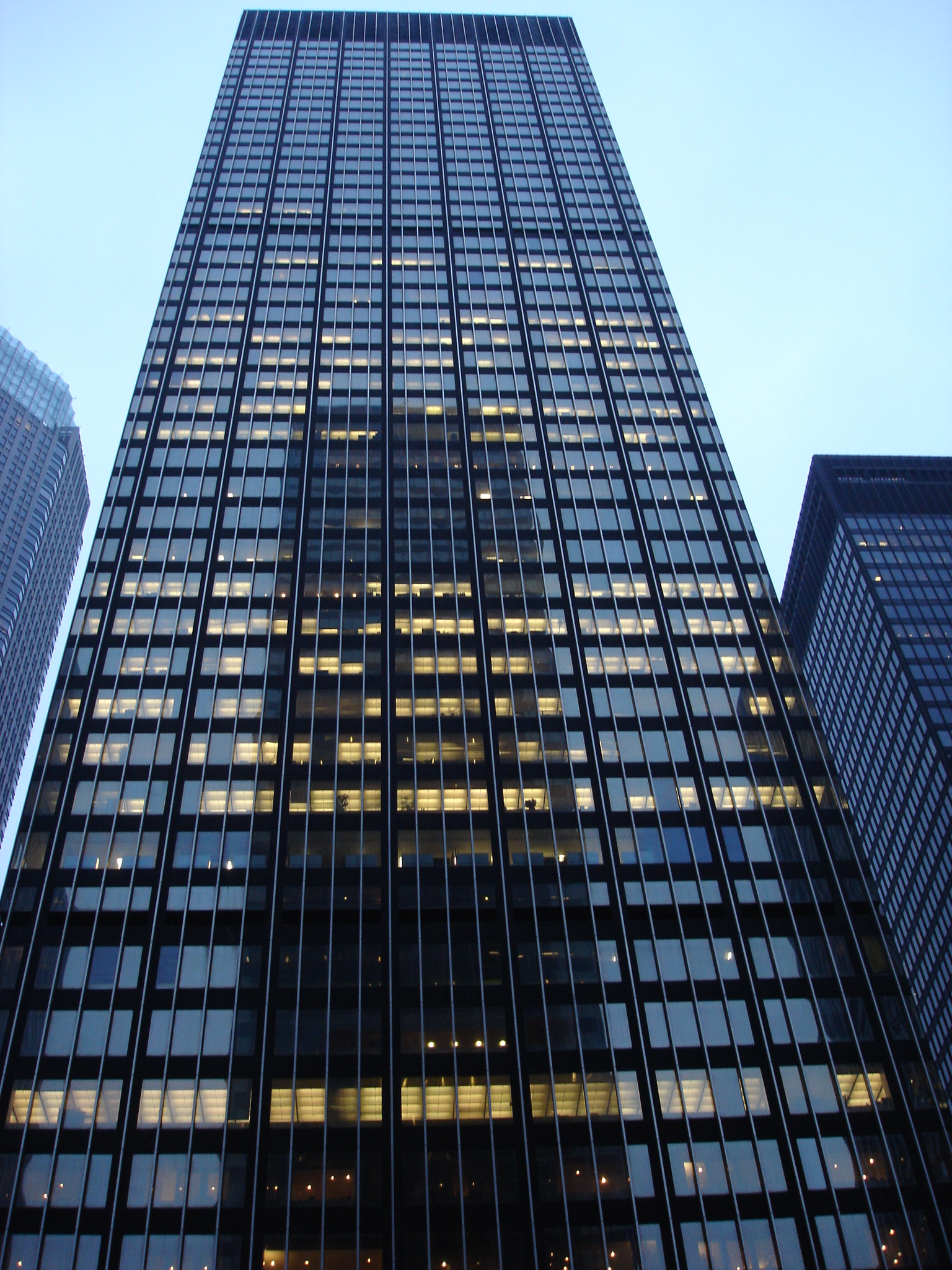
Edifici d'Union Carbide dissenyat per De Blois en 1961.

Natalie Griffin de Blois   (Paterson, 2 d'abril de 1921 - Chicago, 22 de juliol de 2013) va ser una arquitecta nord-americana. Va iniciar la seva carrera en l'arquitectura en 1944, aconseguint el reconeixement en una àrea dominada per homes. Va ser sòcia durant molts anys de la firma Skidmore, Owings and Merrill. Els seus treballs més notables inclouen la seu de Pepsi Cola, el gratacel Lever House i l'edifici d'Union Carbide a la ciutat de Nova York, l'edifici Equitable Building a Chicago i la seu de la Connecticut General Life Insurance Company a Bloomfield, Connecticut. També ha estat docent d'arquitectura a la Universitat de Texas en els anys vuitanta i noranta.

## Primers anys
De Blois va néixer a Paterson (Nova Jersey) en una família de tres generacions d'enginyers. Es va començar a interessar en l'arquitectura des de molt jove, com va reconèixer en una entrevista l'any 2014. Va ingressar en el Col·legi Western per a dones a Oxford, Ohio, i es va graduar en arquitectura a la Universitat de Colúmbia el 1944. Mentre duia a terme els seus estudis en aquesta universitat, va treballar amb la signatura Babcock & Wilcox i amb Frederick John Kiesler.

## Arquitectura
De Blois va començar la seva carrera en la firma novaiorquesa Ketchum, Gina i Sharpe, però en va ser acomiadada després de rebutjar les propostes indecents d'un dels arquitectes masculins, el qual va ordenar que se l'acomiadés després de l'incident. Després es va incorporar a la firma Skidmore, Owings and Merrill (SOM). Treballant per a SOM, De Blois es va convertir en una pionera en una àrea dominada gairebé completament per homes. Natalie va començar a dissenyar projectes de gran envergadura en Park Avenue a Nova York, incloent la seu de Pepsi Cola, el gratacel Lever House i l'edifici d'Union Carbide (ara conegut com "The Chase Building"). Va treballar amb Gordon Bunshaft a l'edifici de Pepsi, el qual es va finalitzar el 1960 i va ser lloat per la crítica especialitzada.
Va ser transferida a la seu de SOM a la ciutat de Chicago el 1962, on va continuar amb el disseny de gratacel fins a 1974. Durant la seva estada en aquesta ciutat, va crear la fundació "Chicago Women in Architecture". El seu treball més destacat a Chicago va ser l'Equitable Building.
De Blois es va unir a Neuhaus & Taylor (conegut en l'actualitat com 3-D International) a la ciutat de Houston, Texas, el 1974. En 1980 es va iniciar en la docència de l'arquitectura a la Universitat de Texas i va ser membre de la facultat d'arquitectura fins a 1993. Va morir al juliol de 2013, a l'edat de 92 anys a la ciutat de Chicago.

## Llegat
En 2014, De Blois va ser reconeguda i guardonada de manera pòstuma pel seu treball en el disseny de la seu de Pepsi Cola i de l'edifici d'Union Carbide en una competència realitzada per la Beverly Willis Architecture Foundation.

## Projectes notables
- Edifici Union Carbide, 270 Park Avenue, Nova York. Acabat el 1960[9]
- Edifici New York State Building, 5 East 57th Street, Nova York - Disseny per a renovació el 1946.
- Hotel Terrace Plaza, Cincinnati, Ohio - 1948, Coordinadora de disseny.
- Lever House, Nova York - 1952, Coordinadora de disseny.
- Seu de l'empresa Pepsi Cola, 500 Park Avenue, Nova York - Dissenyadora principal.
- Emhart Manufacturing Company Building - 1962, Dissenyadora principal.
- Seu de Connecticut General Life Insurance Company, Bloomfield, Connecticut - 1957, Dissenyadora principal.
- Equitable Building, Chicago[8]

## Premis
- Membresía Fulbright per l'estudi de les belles arts.
- Premi Edward J. Romieniec Award, pel seu ensenyament en l'arquitectura, per la Societat d'Arquitectes de Texas.
- Membre de l'AIA (The American Institute of Architects) (1974)[12]